# Фјумединизи
Фјумединизи (итал. Fiumedinisi) је насеље у Италији у округу Месина, региону Сицилија.
Према процени из 2011. у насељу је живело 1198 становника. Насеље се налази на надморској висини од 224 м.

## Становништво
Према резултатима пописа становништва 2011. у општини је живело 1.559 становника.
| 1936. | 1951. | 1961. | 1971. | 1981. | 1991. | 2001. | 2011. |
| ----- | ----- | ----- | ----- | ----- | ----- | ----- | ----- |
| 3.166 | 2.994 | 2.616 | 2.133 | 2.040 | 1.912 | 1.679 | 1.559 |